# Ацкер, Юлия

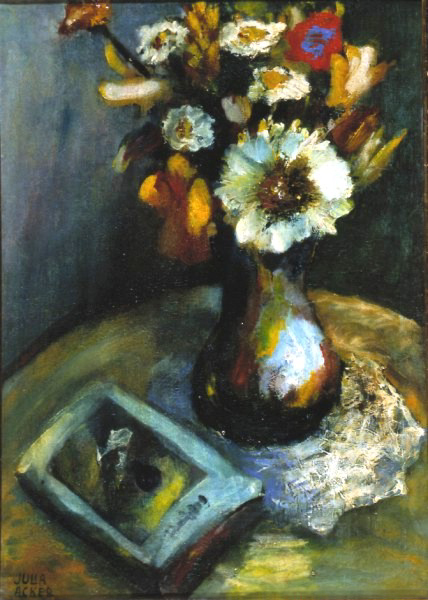
Картина Юлии Ацкер

Юлия Ацкер (1898, Львов, Цислейтания — 1942, Львов) — польско-еврейская художница- фигуративистка . Поскольку многие записи периода Великой Отечественной войны и немецкой оккупации Польши отсутствуют, год её рождения во Львове и смерти во Львовском гетто указан в «Каталоге выставки из собраний Львовской художественной галереи Львовского музея искусств». История", раздел «Биографии художников».

## Биография
Всю свою жизнь и карьеру Акер провела во Львове и близлежащих населенных пунктах. Она родилась, когда Польша ещё была частью Австро-Венгерской империи, а Лемберг находился в восточной провинции Империи Галиции . Она «училась живописи в Академии свободных искусств Леонарда Подгородецкого и брала частные уроки у Павла Гаевского во Львове» в новой независимой Польше после Первой мировой войны . Она продолжила обучение живописи «у Павла Гаевского во Львове… и писала жанровые композиции, а также сцены из жизни еврейской общины, а также детские портреты, натюрморты и цветы».
Из-за постоянной угрозы смерти Ацкер покончила жизнь самоубийством в 1942 году во время немецкой оккупации Львова и была похоронена на Львовском кладбище; в данных кладбища 1941—1942 годов указано её «погребение 7 мая». 1942" и последний адрес «Жолкерская 35 (Жолкевская)», тот же адрес, что и доктора Израэля Акера, указанный в телефонном справочнике Львова за 1938 год. Медицинская практика доктора Акера указана в том же справочнике, что и «Улица Замарстыновская, 34».
Польскому национальному художественному музею в Варшаве принадлежит одна из её картин под названием «Шествие фигур». Аукционный дом DESA 16 октября 2004 года предложил Martwa Natura З. Настурчиами, масло на картоне работы Джулии Акер, написанную в 1940 году. Аукционный дом искусств Агры в Польше в 2010 году выставил на продажу «Цвета цветов» из частной коллекции. В коллекции Львовского исторического музея находится портрет вице-президента Львова Филиппа Шлейхера (1870—1932) работы Юлии Акер, «полученный в 1941 году».